# Acromyrmex
Genre
Acromyrmex est un genre de « fourmis coupe-feuille » ou « fourmis champignonnistes » dont l'on connait 26 espèces. Ces fourmis d'Amérique du Sud et d'Amérique centrale découpent les feuilles des arbres pour nourrir un champignon (principalement Leucoagaricus gongylophorus) symbiotique qui est lui-même la base de leur alimentation.
Elles sont considérées comme des nuisibles dans certains pays car elles s'attaquent aux cultures par leur activité défoliatrice.

## Espèces
Le genre Acromyrmex contient les espèces suivantes :
- Acromyrmex ambiguus Emery, 1888
- Acromyrmex aspersus F. Smith, 1858
- Acromyrmex balzani Emery, 1890
- Acromyrmex biscutatus Fabricius, 1775
- Acromyrmex coronatus Fabricius, 1804
- Acromyrmex crassispinus Forel, 1909
- Acromyrmex diasi Goncalves, 1983
- Acromyrmex disciger Mayr, 1887
- Acromyrmex echinatior Forel 1899
- Acromyrmex evenkul Bolton, 1995
- Acromyrmex fracticornis Forel, 1909
- Acromyrmex heyeri Forel, 1899
- Acromyrmex hispidus Santschi, 1925
- Acromyrmex hystrix Latreille, 1802
- Acromyrmex landolti Forel, 1885
- Acromyrmex laticeps Emery, 1905
- Acromyrmex lobicornis Emery, 1888
- Acromyrmex lundii Guérin-Méneville, 1838
- Acromyrmex niger F. Smith, 1858
- Acromyrmex nobilis Santschi, 1939
- Acromyrmex octospinosus Reich, 1793
- Acromyrmex pulvereus Santschi, 1919
- Acromyrmex rugosus F. Smith, 1858
- Acromyrmex silvestrii Emery, 1905
- Acromyrmex striatus Roger, 1863
- Acromyrmex subterraneus Forel, 1893
- Acromyrmex versicolor Pergande, 1894